# المحقق كونان (الموسم 29)
المحقق كونان هو الموسم التاسع والعشرين من سلسلة المحقق كونان (باليابانية: 名探偵コナン، تُنطق ميه‌‌تانتيه كۆنان أي المحقق العظيم كونان) تُرجمت رسميًا إلى المُحقق كونان، وهي سلسلة مانغا للكاتب غوشو أوياما حُولِّت إلى مسلسل أنيمي وحلقات أوفا وأفلام أنمي وألعاب فيديو ووسائط أخرى يابانية وقد بدأ عرض السلسلة من 11 مايو 2019 ولغاية الآن.
أُذيعت الحلقة الأولى في 8 يناير 1996 وعرضت الحلقات بالتوالي إلى أن وصلت إلى أكثر من 1000 حلقة، وبذلك تحتل المركز الثالث عشر في قائمة أكثر الأنيميات من حيث عدد الحلقات. يتم عرض حلقة واحدة من الأنمي أسبوعيًّا على نبون تلفجن إلا في حالات عرض الأفلام فإنها قد تتأجل إلى أسبوعين أو أكثر.
يُعرَض المحقق كونان في اليابان على قناة نيبون تي في وقناة يوميأوري وقناة أنيماكس وقناة YTV اليابانية، وقد لاقى المحقق كونان رواجًا كبيرًا في اليابان حيث احتل مركزًا من ضمن المراكز الستة الأوائل في ست مناسبات مختلفة. وبحسب استطلاعات الرأي التي أجرتها مجلة أنيميج، اعتبر الأنيمي من بين أفضل 20 أنيمي تم إصداره خلال الفترة من عام 1996 ولغاية عام 2001. أيضا احتل المحقق كونان المركز الثالث والعشرين من ضمن قائمة أفضل 100 أنيمي، أجرته شبكة أساهي اليابانية في عام 2005.

## عناوين الحلقات
| #       | عنوان الحلقة                                            | تفاصيل الحلقة | تفاصيل الحلقة  |
| اليابان | باليابانية                                              | في المانغا    | تاريخ العرض    |
| ------- | ------------------------------------------------------- | ------------- | -------------- |
| 927     | رحلة المدرسة القرمزية (أحمر ساطع) (حلقة خاصة لمدة ساعة) | فصل 1000-1002 | 5 يناير 2019   |
| 928     | رحلة المدرسة القرمزية (حب أحمر) (حلقة خاصة لمدة ساعة)   | فصل 1003-1005 | 12 يناير 2019  |
| 929     | المرأة الواقفة بجانب النافذة (الجزء الأول)              | فلر           | 2 فبراير 2019  |
| 930     | المرأة الواقفة بجانب النافذة (الجزء الثاني)             | فلر           | 9 فبراير 2019  |
| 931     | جولة كيوشو الشمالية الغامضة (جزء كوكورا)                | فلر           | 16 فبراير 2019 |
| 932     | جولة كيوشو الشمالية الغامضة (جزء موجي)                  | فلر           | 23 فبراير 2019 |
| 933     | اختطاف أصيل (الجزء الأول)                               | فلر           | 9 مارس 2019    |
| 934     | اختطاف أصيل (الجزء الثاني)                              | فلر           | 16 مارس 2019   |
| 935     | العراف والزبائن الثلاثة                                 | فلر           | 23 مارس 2019   |
| 936     | مؤامرة عملية الطهي (حلقة خاصة بالفيلم 23)               | فلر           | 13 أبريل 2019  |
| 937     | القبضة الفتاكة لتالوس العملاق (الجزء الأول)             | فلر           | 20 أبريل 2019  |
| 938     | القبضة الفتاكة لتالوس العملاق (الجزء الثاني)            | فلر           | 27 أبريل 2019  |
| 939     | مجموعة الحفريات الخطرة                                  | فلر           | 4 مايو 2019    |
| 940     | الحبيب المختفي                                          | فلر           | 11 مايو 2019   |
| 941     | البحث عن ماريا–تشان (الجزء الأول)                       | فصل 1006-1007 | 1 يونيو 2019   |
| 942     | البحث عن ماريا–تشان (الجزء الثاني)                      | فصل 1007-1008 | 8 يونيو 2019   |
| 943     | مجموعة جدات طوكيو                                       | فلر           | 15 يونيو 2019  |
| 944     | ثمن الإعجابات (الجزء الأول)                             | فلر           | 22 يونيو 2019  |
| 945     | ثمن الإعجابات (الجزء الثاني)                            | فلر           | 29 يونيو 2019  |
| 946     | دموع جوهرة بورجيا الملعونة (الجزء الأول)                | فلر           | 13 يوليو 2019  |
| 947     | دموع جوهرة بورجيا الملعونة (الجزء الثاني)               | فلر           | 20 يوليو 2019  |
| 948     | الرجل الذي سحقه ديناصور                                 | فلر           | 27 يوليو 2019  |
| 949     | أسئلة الراديو وظهور المخاوف (جزء التحدي)                | فلر           | 3 أغسطس 2019   |
| 950     | أسئلة الراديو وظهور المخاوف (جزء الحل)                  | فلر           | 10 أغسطس 2019  |
| 951     | المكتبة المُصَفِّرة 2                                       | فلر           | 17 أغسطس 2019  |
| 952     | قضية الكوكتيل الغير محلولة (الجزء الأول)                | فصل 1009-1010 | 31 أغسطس 2019  |
| 953     | قضية الكوكتيل الغير محلولة (الجزء الثاني)               | فصل 1010-1011 | 7 سبتمبر 2019  |
| 954     | قضية الكوكتيل الغير محلولة (الجزء الثالث)               | فصل 1011-1012 | 14 سبتمبر 2019 |
| 955     | سر الرجل الحشرة                                         | فلر           | 28 سبتمبر 2019 |
| 956     | حل لغز الباص المائي (الجزء الأول)                       | فلر           | 12 أكتوبر 2019 |
| 957     | حل لغز الباص المائي (الجزء الثاني)                      | فلر           | 19 أكتوبر 2019 |
| 958     | القليط والبندقية (الجزء الأول)                          | فلر           | 9 نوفمبر 2019  |
| 959     | القليط والبندقية (الجزء الثاني)                         | فلر           | 16 نوفمبر 2019 |